# ناحیه تاوقریت
ناحیه تاوقریت (به عربی: دائرة تاوقریت) یک ناحیه در الجزایر است که در استان الشلف واقع شده‌است.

## خصوصیات
ناحیه تاوقریت ۵۱٬۳۷۶ نفر جمعیت دارد.